# Villette (Bern)
Villette ist ein Quartier der Stadt Bern. Es gehört zu den 2011 bernweit festgelegten 114 gebräuchlichen Quartieren und liegt im Stadtteil Stadtteil III Mattenhof-Weissenbühl, dort im statistischen Bezirk Monbijou. Es grenzt an die Quartiere Kinderklinik/Frauenspital, SBB Depot/Welle und das gebräuchliche Quartier Monbijou.
Das Quartier wird umgeben von der Effingerstrasse im Süden, der Laupenstrasse im Norden, der Belpstrasse im Osten und der Zieglerstrasse im Westen. Es ist also rund 400 Meter lang und rund 175 Meter breit. Mit einer Fläche von 7,3 Hektar gehört es zu den kleinen Quartieren Berns. Im Südosten befindet sich der Kocherpark mit dem «Haus der Universität», der das Quartier zusammen mit weiteren alten Villen in großen Gärten prägt. 
Im Jahr 2022 wurden 215 Einwohner angegeben, davon 157 Schweizer und 58 Ausländer.
Villette war seit Mitte des 19. Jahrhunderts als Grünfläche und später als vorstädtische Wohnfläche Abgrenzung zwischen City West und dem Inselspital. In den 1970er Jahren war das Gebiet durch Überbauungsprojekte gefährdet. Bevölkerung, der Berner Heimatschutz und die Stadt Bern erarbeiteten Sonderbauvorschriften und einen Baumschutzplan. Die «Planung Villette» wurde vom Volk 1979/80 angenommen. So konnten einige klassizistische Villen erhalten und das Quartierbild durch angemessene Neubauten beibehalten werden.
Das Theater Remise Bern hat an der Laupenstrasse seine Spielstätte. Im Quartier befinden sich vor allem Gewerbegebäude. Das Regionalgericht Bern-Mittelland und die Eidgenössische Finanzmarktaufsicht (FINMA) sind dort angesiedelt.

## Verkehr
Die 2011 eingeführte Buslinie 11 («Inselbus») verbindet das Quartier mit dem Zentrum.